# Linia kolejowa nr 629
Linia kolejowa nr 629 – pierwszorzędna, w większości dwutorowa, zelektryfikowana linia kolejowa łącząca stację Kraków Główny ze stacją Kraków Bieżanów.
Linia została wybudowana w ramach projektu „Prace na linii kolejowej E30 na odcinku Kraków Główny Towarowy – Rudzice wraz z dobudową torów linii aglomeracyjnej”, realizowanego w ramach Instrumentu „Łącząc Europę”. Linia jest wykorzystywana głównie przez pociągi podmiejskie w celu oddzielenia ruchu aglomeracyjnego i dalekobieżnego.

## Przebieg
Tor nieparzysty linii rozpoczyna swój bieg na rozjeździe nr 331 na stacji Kraków Główny i odchodzi od linii kolejowej Dąbrowa Górnicza Ząbkowice – Kraków Główny. Tor parzysty odgałęzia się natomiast dalej, na rozjeździe nr 341 na tej samej stacji, od linii kolejowej Warszawa Zachodnia – Kraków Główny. Linia biegnie następnie równolegle i w bezpośrednim sąsiedztwie linii kolejowej Kraków Główny – Medyka.
Linia przecina Wisłę i przechodzi przez przystanek osobowy i posterunek odgałęźny Kraków Zabłocie, gdzie odgałęzia się od niej linia kolejowa Kraków Zabłocie – Kraków Bonarka. Po chwili linia przebiega pod wiaduktem linii kolejowej Kraków Prokocim Towarowy PrD – Kraków Bonarka, a następnie na stacji Kraków Płaszów odgałęzia się od niej linia kolejowa Kraków Płaszów – Oświęcim. Dalej linia biegnie pod estakadą tramwajową, a następnie tor parzysty kończy przebieg na rozjeździe nr 83 na tej samej stacji – odtąd linia jest jednotorowa.
Linia przechodzi przez przystanek Kraków Prokocim, a następnie – na stacji Kraków Bieżanów – odchodzi od niej linia kolejowa Kraków Bieżanów – Wieliczka Rynek-Kopalnia. Tor nieparzysty (jak i cała linia) kończy swój bieg na rozjeździe nr 22 na tej stacji.
Linia jest podzielona na 3 odcinki:
- A: Kraków Główny – Kraków Zabłocie (od -0,742 do 2,163)
- B: Kraków Zabłocie – Kraków Płaszów (od 2,163 do 4,476)
- C: Kraków Płaszów – Kraków Bieżanów (od 4,476 do 9,163)